# Tanaoctena dubia
Tanaoctena dubia is een vlinder uit de familie van de Galacticidae. De wetenschappelijke naam van de soort werd in 1931 gepubliceerd door Philpott.